# Hexacosioi-hexeconta-hexafobia
A hexacosioi-hexeconta-hexafobia (do em grego clássico: ἑξακόσιοι-ἑξήκοντα-ἕξ; onde ἑξακόσιοι: "hexakósioi" "seiscentos", ἑξήκοντα: "hexékonta" "sessenta", ἕξ: "héx" "seis", em português: "aversão ao 666") é o medo irracional ao número 666 ou a algo relacionado à marca do diabo; proveniente da crença nas implicações malignas e proféticas deste, citado no livro bíblico de Apocalipse de São João 13:16–18, levando muitos vêem como algo a ser evitado, uma superstição.
Os hexacosioi-hexeconta-hexafóbicos tendem a evitar não somente o número 666, mas também, em casos mais raros, qualquer coisa que lembre este número, como a fracções como 8/3, ou 665, ou somas que lembrem este número, como a fórmula da fotossíntese (6H2O + 6CO2 = 6O2 + Glicose), as vezes até mesmo o número 06 é evitado. Muitos viam com reservas o dia 6 de junho de 2006 (06/06/06), acreditando que algo poderia acontecer. Algumas mulheres expressaram preocupação de dar à luz a uma criança nesta data.
Um dos mais famosos casos de hexacosioi-hexeconta-hexafobia foram o de Ronald e Nancy Reagan, quando mudaram o número de sua casa situada no bairro de Bel Air (Califórnia) de 666 para 668.